# 宮本康昭
宮本 康昭（みやもと やすあき、1936年〈昭和11年〉2月26日 - ）は、日本の法学者、弁護士。専門は刑法。ひめしゃら法律事務所所属、元東京経済大学現代法学部教授、元裁判官。満洲国チチハル市出身。

## 経歴

### 前史
九州大学法学部法律学科卒業。司法試験合格後、司法修習（13期）を経て、1961年（昭和36年）4月に判事補へ任官にする。1964年（昭和39年）、簡易裁判所判事に任官し、簡易裁判所判事が本務、判事補が兼務となる。なお、司法修習の同期には、のちに最高裁判所長官に就任した町田顕、のちに法務省官房長に就任した堀田力がいた。
1967年（昭和42年）5月、東京地方裁判所に赴任。1970年（昭和45年）４月、熊本地方・家庭裁判所に赴任。

### 宮本判事補再任拒否事件
1971年（昭和46年）、熊本地裁判事補であった宮本の再任を最高裁が拒否した事件。(昭和46年9月8日付　異議申立を却下）
裁判官の任期は日本国憲法第80条の規定により「10年」となっていて、10年の任期満了ごとに内閣によって再任（継続雇用）されるかどうか判断される。最高裁は再任拒否の理由を「人事上の機密」として発表していないが、宮本は青年法律家協会（青法協）に所属していて、そのために再任を拒否されたと言われている。再任拒否事件の直前から青法協会員の再任拒否のうわさが出ていたが、司法修習13期生で判事補を務める者のうち「再任拒否があるとすれば一番は守屋克彦（当時は東京家裁判事補）、二番が宮本、三番は鈴木悦郎（当時は大分地裁判事補）、あとは全員四位タイ」とされたなかで宮本のみが再任拒否された。
その理由として、後年最高裁長官を務める矢口洪一は、御厨貴東大教授らの聞き取り（オーラル・ヒストリー）に対して、この再任拒否事件の背景に「裁判所内の派閥闘争があり、宮本がたまたまその標的にされた」と証言したとされている。
同年5月8日、これに対して、日本弁護士連合会（日弁連）は、臨時総会において「裁判官の再任拒否に関する決議」を行なっている。

### 裁判官退官後
再任されなかった宮本は兼務していた簡裁判事の身分で裁判所に留まり続け、裁判所内部から裁判官の身分保障と司法権の独立を訴えた。しかし、2年後の1973年（昭和48年）4月5日には「一身上の都合」を理由に熊本簡易裁判所判事を最後に退官する。なお、自身の著書にて裁判官宿舎から退去を求められたり、裁判官送迎バスの対象者からは外されたりという嫌がらせも受けていたことが述べられている。また簡裁判事専務となったことから再任された同期の判事とは対照的に4年も昇給が据え置かれている旨の不利益があったことが国会でも取り上げられた。
その後、弁護士に転じて日弁連の主要メンバーとして長きにわたって司法改革を推し進めていった。1990年（平成2年）までは日弁連と東京弁護士会の司法問題対策（特別）委員会のメンバーとして、90年代後半からは日弁連の司法改革推進センターと司法改革実現本部で「市民の司法」を実現する司法制度の改革に取り組んできた。2002年（平成14年）には最高裁判所「一般規則制度諮問委員会」委員を務める。
2004年（平成16年）には東京経済大学現代法学部教授に就任する。東京経済大学では、刑事法の教員としていくつかの講義と演習科目を持った。同大現代法学部では必修科目として、裁判制度の概要を学習する「裁判傍聴演習」という科目があり、講義の中では毎年、「司法の危機」の時代について紹介された。宮本が出演している「日独裁判官物語」という映像の上映も毎年恒例となっていた。その後、2006年（平成18年）には同大学を退職する。大学退職後も弁護士として活躍しており、法テラス東京副所長、法テラススタッフ弁護士（法テラス多摩法律事務所）、法テラス本部専門員を歴任している。

## 著書

### 単著
- 『危機に立つ司法』汐文社、1978年10月。
- 『あのとき裁判所は？』ひめしゃら法律事務所、2017年。

### 共著
- 『刑事実務の研究』日本評論社、1971年。
- 『再任拒否と司法改革 : 司法の危機から半世紀、いま司法は』日本評論社、2021年4月。ISBN 9784535525269。